# Centre de recherches de la Palestine
Le centre de recherches de la Palestine (en arabe : Markaz al-Abhath, مركز الأبحاث) est un centre de recherche créé à Beyrouth en 1965 pour collecter, conserver et analyser des livres et des matériaux relatifs à la Palestine, sa culture, son histoire récente, et à la lutte politique du peuple palestinien. Placé sous protection diplomatique libanaise, il déploie une activité importante dans la recherche sur la Palestine qu’il contribue à constituer comme sujet autonome ; il se consacre également à la création d’outils pour servir le combat des organisations de libération de la Palestine ; enfin, il anime le débat public par plusieurs revues. Il obtient une reconnaissance pour la qualité de ses publications. Le centre de recherches est l’objet de diverses attaques avant qu’une bombe placée par un groupe terroriste soutenu par Israël, le Front pour la libération du Liban des étrangers (en) détruise son siège en 1983 et que ses archives soient pillées par l’armée israélienne la même année. Existant toujours actuellement (en 2025), il a perdu de son rayonnement.

## Histoire
Les statuts de l’OLP prévoyant la création d’un département de recherches, le centre de recherche de la Palestine est créé en 1965 par l’organisation de libération de la Palestine (OLP), un an après sa propre fondation, comme une institution de recherche et d’éducation. La décision de création est prise le 28 février par le comité exécutif de l’OLP, et son premier directeur fut Fayez Sayegh (en),. Il occupe six  des 7 étages d’un bâtiment situé sur la rue Colombani dans le quartier résidentiel de Hamra, à Beyrouth-Ouest, et obtint une protection diplomatique du gouvernement libanais,. Ses objectifs étaient de collecter, conserver et analyser des livres et des matériaux relatifs à la Palestine, sa culture, son histoire récente et longue, afin d’articuler l’histoire de la lutte de libération palestinienne à l’histoire plus ancienne, et à la lutte politique du peuple palestinien, et le conflit israélo-arabe. Le centre, par ses publications, devait aussi fournir des outils intellectuels à tous les acteurs engagés dans la lutte du peuple palestinien. Les outils produits ont été utilisés par les chercheurs et les étudiants, mais aussi par les journalistes, les membres de l’OLP. Cette collecte et cette production de connaissance permettait de retourner la connaissance considérée comme une arme contre l’occupant israélien. Il prévoit ainsi d’étudier Israël dans toutes ses composantes, politiques, économie, démographie, ainsi que les personnels politiques, scientifiques et militaires, les organisations de masse et la culture. Il traduit aussi plusieurs textes fondamentaux du sionisme. Il s’intéresse également à la diaspora palestinienne, contribuant ainsi à créer une conscience nationale palestinienne.
Parmi ses activités, figure aussi la production de documents à visée pratique : par exemple les documents géographiques. Il fait aussi un inventaire des villes et villages arabes dépeuplés durant l'exode palestinien de 1948, et de ceux qui ont été judaïsés. Ces documents sont aussi destinés au jeunes fedayins qui doivent partir en opération en Israël mais ne connaissent pas le terrain. Saïd Sabbagh dirige ainsi la production de la première carte topographique de Palestine.
Au pic de son activité, au moins 40 chercheurs (80 selon Rona Sela) y travaillaient à produire, le plus souvent en arabe mais aussi en français et en anglais, plus de 300 ouvrages. Le personnel comprenait 40 autres employés. Anis Sayigh, un Libano-Palestinien, ayant obtenu un doctorat à l’université de Cambridge en études du Moyen-Orient en 1964, fut nommé directeur en 1976,.

### Cible d’attentats

Quelques personnalités ayant travaillé au centre de recherches de l’OLP
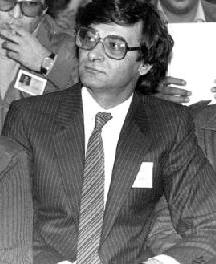
Mahmoud Darwich.
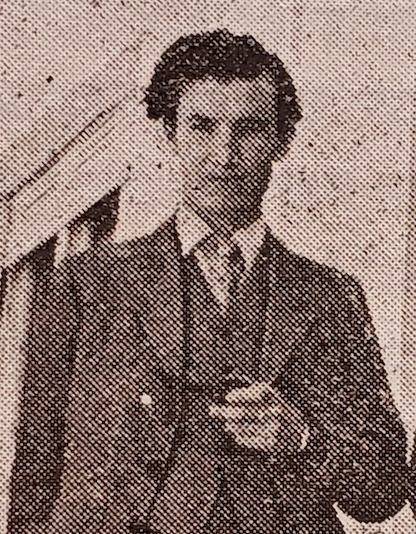
Walid Khalidi.
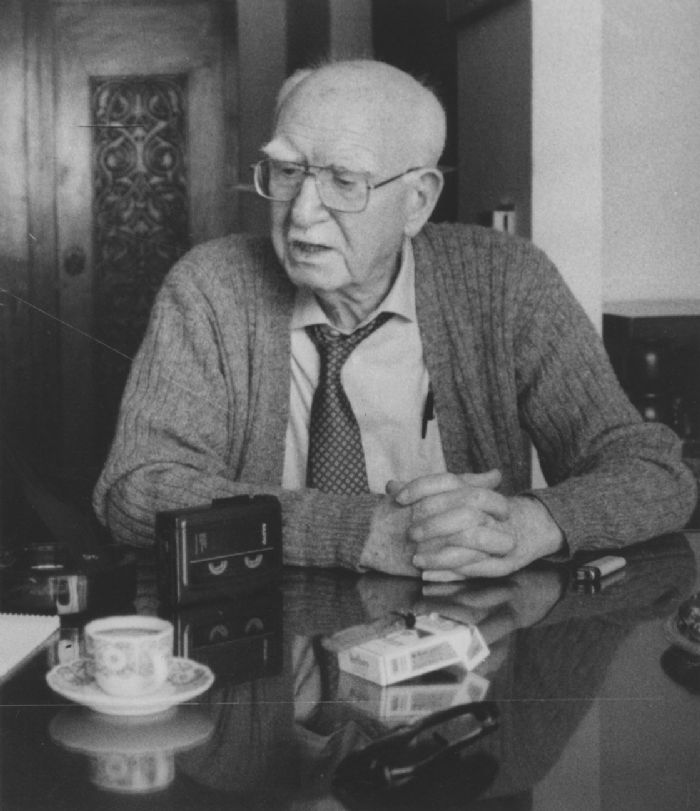
Constantin Zureik.

Le centre fut l’objet de plusieurs attentats commandités par Israël. Anis Sayigh fut la cible de diverses attaques des services de renseignement israéliens tant qu’il occupa ce poste. Le centre de recherche fut aussi la cible d’attaques des services de renseignement, dont un attentat à la bombe en 1971. En 1972, quelques mois après l’assassinat de Ghassan Kanafani, un colis piégé lui explosa entre les mains : il fut amputé des doigts et souffrit de troubles auditifs. Fin 1974, des roquettes touchèrent le centre, sans faire de victimes mais causant des dégâts matériels. Anis Sayigh démissiona en février 1976, démission qui ne fut acceptée qu’en mars suivant,. Sabri Jiryis lui succéda ; Palestinien hébrophone et diplômé en droit de l’université hébraïque, avait quitté Israël après deux périodes de détention administrative. Dans l’intervalle, c’est le poète Mahmoud Darwish qui assura l’intérim. En 1983, Constantin Zureik, professeur émérite de l’université américaine de Beyrouth, était président du bureau de l’institut avec le Dr Walid Khalidi, professeur invité à l’université d'Harvard, comme secrétaire.
En 1982, lors de l’invasion israélienne du Liban, Jiryis, anticipant le risque de pillage, rassemble une collection de documents rares et de haute valeur et des documents sensibles qu’il transporte dans deux valises(Sela 2018, p. 219) qu’il transporte en sécurité hors du Liban. Au début de l’invasion, deux attentats à la voiture piégée ciblèrent le centre, en juillet et août 1982. Celle du 13 juillet ne fit pas de dégâts ; le 18 août, des agents de l’OLP repérèrent la voiture et purent faire évacuer le voisinage, l’explosion ne faisant que 4 blessés.
En septembre 1982, le bâtiment est occupé par les soldats israéliens pendant une semaine ; il est mis à sac : le mobilier dont les classeurs et les bureaux sont brisés et le matériel électrique, des téléphones aux ventilateurs en passant par la presse sont volés. Cette opération fait partie d’une stratégie de l’armée israélienne de récupération du maximum de documents dans les bureaux de l’OLP. Le 15 septembre l’ensemble de la bibliothèque et les microfilms sont chargés sur trois camions et transportés en Israël,. De nombreux documents sont utilisés de manière sélective par Israël pour présenter les Palestiniens comme des terroristes et l’invasion israélienne comme une libération.
Un lot de 120 films et documentaires est confisqué à Beyrouth par l’armée israélienne. La collection en question est désormais à Tel Aviv, et difficile d’accès. Au départ des Israéliens, puis de l’OLP du Liban, l’institut reste la seule institution de l’OLP au Liban. Le matériel perdu était estimé à un million et demi de dollars, la plupart des manuscrits étant irremplaçables. Jiryis accusa Israël de « pillage de notre héritage culturel palestinien ».
Le 5 février 1983, une bombe de 150 kg de TNT, dissimulée dans une voiture piégée, explosa à 14h. L’explosion brisa des vitres et faisant trembler les bâtiments dans tout Beyrouth-Ouest. La voiture piégée souffla tout le bâtiment du centre, tuant l’épouse de Jiryis, Hanneh Shahin et 19 autres personnes.
Shafiq al-Hout, le représentant diplomatique de l’OLP, occupa un bureau dans le bâtiment après que l’armée libanaise ait fermé la mission de l’OLP à Beyrouth en septembre. Il était à son domicile au moment de l’explosion.
Avec les raids intensifs sur les bureaux et les institutions de l’OLP en 1982, avec la confiscation de nombreux documents, les chercheurs du centre avaient fouillé les bureaux pour récupérer les documents restants. Cette documentation a été stockée au centre de recherche, et détruite par l’explosion.

## Recherches, publications et archives
Il publie Shu'un Filastiniyyah ("Affaires palestiniennes"), au départ mensuellement puis tous les trimestres, : c’est la première revue intellectuelle sur la question palestinienne. Il publie aussi Al-Watha’iq Al-Filastiniyya ("Documentation palestinienne") depuis 1971, ainsi qu’une autre revue, Qadâyâ isrâ'iliya (questions israéliennes) et un bulletin quotidien, genre de revue de presse consacrée au suivi de la radio israélienne.
En 1982, il avait constitué une bibliothèque de 25 000 documents en anglais, arabe et hébreu ainsi qu’une collection de microfilms constituant ainsi un véritable dépôt des archives palestiniennes que le directeur estimait être « la plus grande collection de manuscrits sur la question de la Palestine ». Il donnait également des cours en hébreu. Il édite une collection d’ouvrages sur la Palestine et Israël (chronologies, statistiques, monographies, essais.
Le centre de recherches de l’OLP était très intéressé par la déclaration des rabbins réformistes en 1885, connue comme la plate-forme de Pittsburgh, dont par exemple ce passage :
« Nous  ne nous considérons plus comme une nation, mais comme une communauté religieuse et nous n’attendons plus un retour en Palestine, ni un sacrifice rituel sous les fils d’Aaron, ni la restauration d’aucune des lois de l’État juif. »
Certaines formules de cette plateforme ont été adoptées verbatim dans la charte nationale palestinienne. Dans la lecture palestinienne de la tradition juive, ce document est une preuve que les autorités rabbiniques admettent que les juifs ne sont pas une nation mais citoyens des États auxquels ils appartiennent, et que le judaïsme lui-même est une religion, pas un projet de création d’une nation ou de revendication de la Terre Sainte. Actuellement, le judaïsme réformé a officiellement désavoué cette déclaration à cause de ses implications anti-sionistes et l’a remplacé par la plate-forme de Colombus en 1937. Jonathan Gribetz estime lui aussi que l’expérience israélienne a constitué une nation.
Le centre de recherches de la Palestine a publié 310 ouvrages :
- 140 dans les études israéliennes ;
- 83 dans les études palestiniennes ;
- 68 dans les relations internationales ;
- et 19 ouvrages de généralités sur le conflit israélo-palestinien.

## Suites
Selon le directeur du centre de recherches, le matériel pillé contenait des informations historiques sur les familles arabes et les villages dans la Palestine d’avant 1948. Israël affirma que le centre de recherches était plus un service de renseignement qu’une institution académique, et que ses services allaient exploiter le matériel pour déterminer où auraient lieu les prochains raids terroristes en Israël ; Jiryis déclara « que les documents ne contiennent aucun secret lié soit aux activités de l’OLP, soit aux activités des forces amies ou ennemies. Ils comprennent simplement des collections précieuses de vieux documents britanniques, ottomans, israéliens et arabes concernant le conflit arabo-israélien ». Jiryis insista pour que les archives soient traitées comme un prisonnier de guerre, et qu’elles soient incluses dans la liste des prisonniers échangés avec les Israéliens. Le 24 novembre 1983 6 Israéliens et 5 000 prisonniers de guerre furent échangés, dont les archives,. Israël avait copié les archives au passage ; elles furent transportées dans une centaine de boites vers l’Algérie sous les auspices de la Croix-Rouge internationale,. Étant donné qu’Israël a aussi volé les catalogues d’archives et de la bibliothèque, il est impossible de savoir si l’État hébreu a rendu la totalité de ce qu’il a volé ou non. Rona Sela obtint en 2008 confirmation des IDF qu’une partie des biens volés à Beyrouth était toujours dans les archives des IDF à Tel Aviv.
Un mois après l’échange, le 19 décembre, la résolution 38/180B de la 38e assemblée générale des Nations unies, par 121 voix pour, 1 contre, et 20 abstentions, condamna Israël d’avoir saisi et emporté les archives et documents de l’OLP.
Les militaires algériens transportèrent les boites d’archives à al-Kharruba, puis à la base militaire de Tébessa, et enfin la base El Bayadh dans le désert, proche de la frontière tunisienne. Ces précautions sont prises après le raid israélien contre le quartier général de l'OLP à Tunis le 1er octobre 1985. En raison de querelles internes entre les dirigeants de l’OLP — Arafat voulait qu’elle soient relocalisées au Caire et Abu Iyad à Alger – les boîtes ont été laissées dans cette base et y sont apparemment encore. On ne sait pas si elles sont intactes ou non, compte tenu des mauvaises conditions de conservation et des rats. Un rapport indique qu’elles ont été détruites par une combinaison des effets du climat, des rats et de la négligence. Selon Sleiman, les nouvelles archives établies par l’Autorité palestinienne, manquant des documents relatifs aux mouvements de libération des premiers jours de l’OLP, établiront une mémoire du peuple palestinien qui sera celle du futur État, et pas celle de ses premières années révolutionnaires.
Jiryis tenta de reconstituer les archives malgré les dommages ; après la restitution des archives, le bâtiment est bombardé par des milices libanaises, tuant ou blessant certains membres de l’équipe, et endommageant le bâtiment. Aucun des États voisins n’accepta d’héberger le centre, excepté Chypre : il est donc déménagé à Nicosie. Jiryis continua de diriger le centre jusqu’à son retour à son village natal de Fassuta, un village chrétien dans le nord d’Israël en 1992. Il s’efforça de rétablir un centre de recherches à Jérusalem-Est, mais ses archives furent confisquées par la police israélienne en août 2001, peu après la fermeture du quartier général de l’OLP à la maison d'Orient ; elles avaient servi de base à la société d’études arabes, fondée par Faisal al-Husseini pour documenter l’histoire arabe de la Palestine,.
Il est considéré comme presque certain que la totalité des archives filmiques du centre de recherches et de l’institut du cinéma palestinien ont été saisies par l’armée israélienne (au total 158 films selon Madanïya). Des militants ont réussi à retrouver et rassembler des copies, au nombre de 90, aujourd’hui déposées à la cinémathèque de Toulouse, qui les conserve en attendant de pouvoir les restituer à une médiathèque nationale de Palestine.
Antoon de Baetz considère la confiscation et la destruction des archives palestiniennes par Israël comme un exemple de censure de la pensée historique pratiquée par de nombreux pays. L’universitaire israélienne Rona Sela voit ces incidents comme une part de la politique juive et israélienne menée depuis les années 1930 pour s’approprier, dissimuler et contrôler les représentations que les Palestiniens peuvent avoir de leur histoire. Elle estime également qu’il y a un deux poids, deux mesures dans la société israélienne à propos de la mémoire : un consensus existe à propos des biens juifs volés pendant la Seconde Guerre mondiale mais que cette éthique ne s’applique pas aux trésors palestiniens dont Israël s’empare comme butin.
Depuis les années 1980, la production du centre a beaucoup perdu : à la fois parce que les archives sont toujours en Algérie et le centre est désormais à Ramallah, et parce que la recherche suppose un certain degré de stabilité dont il ne dispose plus,.
En 2018, le directeur du centre était Samih Shabeeb.

## Importance et auteurs publiés
Le centre dépendait de l’OLP, et tous les auteurs qu’il a publié était fortement engagés politiquement. Malgré cela, il fut un lieu de confrontations d’idées et de rencontres. Certains chercheurs considèrent que sa création marque le début des études palestiniennes
- Abdel Wahab Kayyali
- Sami Hadawi